# 구석남
구석남(歐石楠)은 진달래과 구석남속의 식물이다. 학명은 에리카 멜란테라(학명: Erica melanthera).